# 幌武者行列
幌武者行列（ほろむしゃぎょうれつ）は、毎年10月第2土曜日に富山県高岡市戸出町にある、戸出野神社の秋季例大祭にて行われる行事である。

## 概要
戸出野神社の秋季例大祭の際、戸出旧町在住の子供たちが戸出に縁のある豊臣秀吉や巴御前らに扮して町中を練り歩く。1697年（元禄3年）より毎年続けられており、高岡市内では御車山祭（1609年（慶長14年））、御印祭（1614年（慶長19年））に次ぐ歴史を誇る祭りである。なお2006年（平成18年）には、「とやまの文化財百選（とやまの祭り百選部門）」に選定されている。

## 行列の配置
- 1） 先導
- 2） 神様獅子（東町）
- 3） 流旗（各町）
- 4） 太閤秀吉（秋葉町） - 富山の役にて佐々成政を滅ぼす際に戸出を通った。
- 5） 加藤清正（寺町）
- 6） 源義経（北町）
- 7） 巴御前（巴町） - 巴御前は戸出地区の村娘であったとの伝承が残されている。（→『駒かけの松』）
- 8） 弓鉄砲持ち（新田町）
- 9） 右大臣左大臣（本町）
- 10） 祓い神官
- 11） 御神燈（御蔵町・馬場町・冨久町）
- 12） 神輿
- 13） 斎主（宮司）
- 14） 奉賛会役員

## 由来
加賀藩藩祖である前田利家は織田信長の親衛隊にあたる赤母衣衆（あかほろしゅう）の筆頭として活躍したこともあり、幌掛武者（または母衣武者）は加賀藩の象徴として認識されていた。
幌武者は猛者の象徴として人気が高かったこともあり藩政期に加賀藩の支配下にあった多くの地域、特に現在の高岡市近辺で幌武者行列が始まったと考えられている。
現在では金沢百万石まつりの赤母衣衆行列、伏木神社の母衣武者行列なども行われているが、江戸時代より途絶えることなく続けられているのは戸出野神社の幌武者行列だけである。

## 近郊の類似行事
高岡市伏木東一宮にある伏木神社では、春季例祭である伏木曳山祭「けんか山」に合わせて母衣武者行列（ほろむしゃぎょうれつ）が行われている。こちらの行列は約200年の歴史があり、昭和40年代初頭に一旦姿を消したが地元有志の協力により1981年（昭和56年）に復活した。現在は1999年（平成11年）に発足した伏木母衣武者保存会により行われている。伏木小学校の2～6年生の児童12人がよろいを着て母衣を担ぐ「大将」や弓と矢を持った「矢持ち」などに扮して行進を行っている。
また、いずれも昭和30～40年代に姿を消しているが高岡市市街地にある以下3神社の祭礼の際に類似行事が行われていた。これらも母衣武者行列（ほろむしゃぎょうれつ）または幌掛武者行列（ほろかけむしゃぎょうれつ）と呼ばれた。戸出野神社の幌武者行列もこれらの行事に影響されて始まったか、もしくは影響を与えていたものと考えられる。
高岡関野神社（たかおかせきのじんじゃ；高岡市末広町）春季例祭
1716年（享保元年）には既に行われていたことが資料で確認できる。神輿と御車山祭を先導していたが、その後は母衣武者のみの行列となった。現在は以下の5町内が毎年5月1日の祭礼日に母衣甲冑を母衣宿に飾り、曳山や神輿を迎えている。
- 博労町（ばくろうまち）
- 元町（もとまち）
- 梶原町（かじわらちょう）
- 平米町（ひらまいちょう）
- 宮脇町1丁目（みやわきまち）

江戸時代には利屋町（とぎやちょう）、白銀町（しろがねちょう）、片原横町（かたはらよこまち）、鴨島町（かもじままち）の母衣武者も行列に参加したとの記録がある。
川巴良諏訪神社（かわらすわじんじゃ；高岡市旅籠町）春季例祭
母衣武者行列は以下の8町内で昭和38年まで行われていた。各町の母衣武者は戸出と同じく名将の名を戴いている。
- 旅籠町（はたごまち）
- 風呂屋町（ふろやまち）
- 上川原町（かみがわらまち）真田幸村
- 中川原町（なかがわらまち）上杉謙信
- 檜物屋町（ひものやちょう）楠木正成
- 川原上町（かわらかみちょう）徳川家康
- 二丁町（にちょうまち）源義経
- 一番新町（いちばんしんまち）豊臣秀吉

また平成2年には二番新町（にばんしんまち・織田信長）でも母衣武者道具一式が発見され、毎年5月1日の祭礼日に飾り付けられている。
大木白山社（おおきはくさんしゃ；高岡市大工中町）春季例祭
以前は氏子各町内が母衣武者を仕立てて神輿を先導したとされるが、現在では以下の5町内が毎年5月16日の祭礼日に母衣宿に母衣武者装束一式を飾り付けて神輿を迎えている。（現在、鉄砲町と白銀後町は一体として活動している。）
- 大鋸屋町（おおがやちょう）
- 大工町（だいくまち）
- 大工中町（だいくなかまち）
- 鉄砲町（てっぽうまち）
- 白銀後町（しろがねごちょう）